# Démon

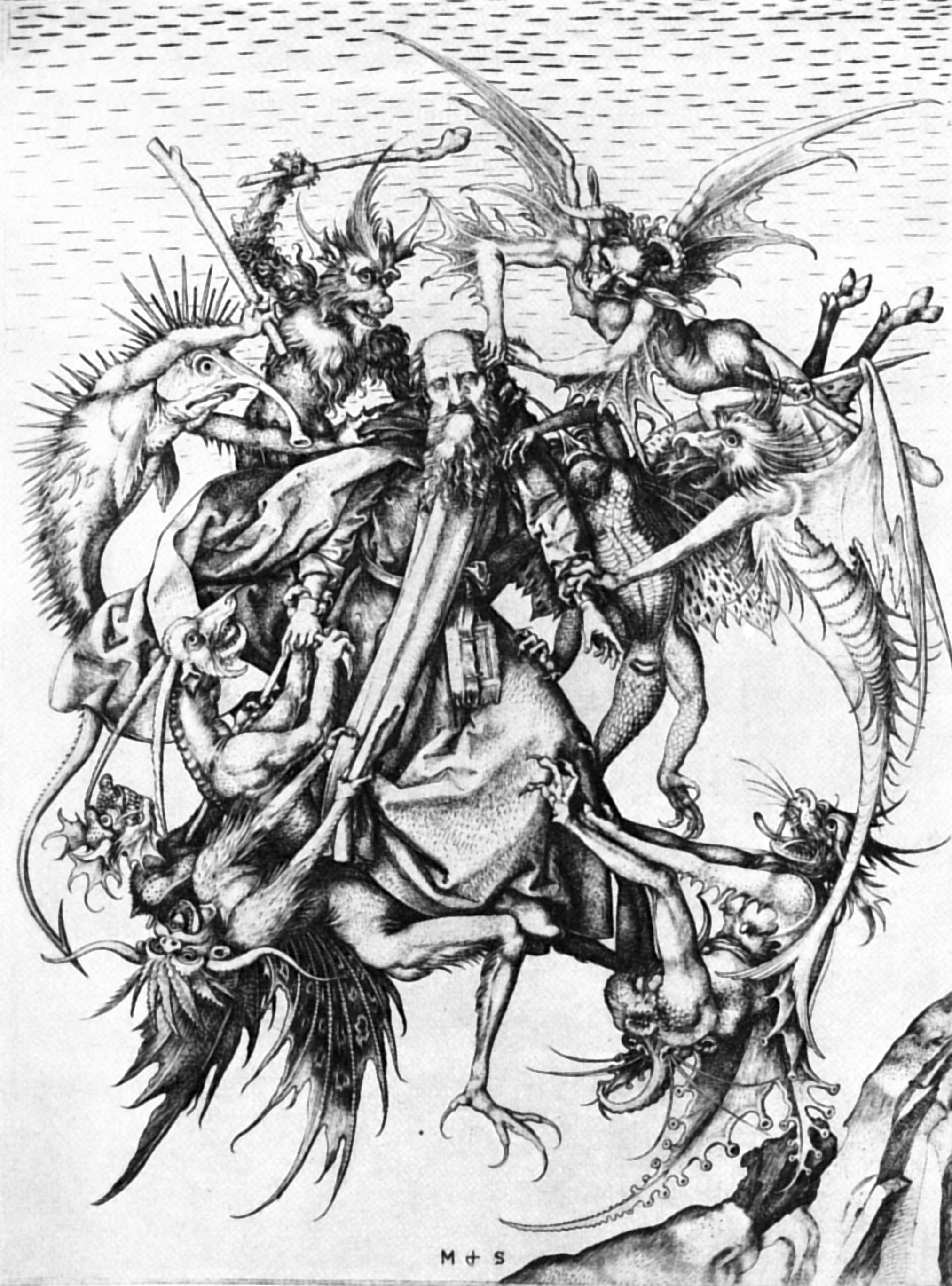
Svatý Antonín Veliký zápasící s démony

Démon je nadpřirozená bytost, typicky spojená s zlem, v náboženství, mytologii, mystice a kultuře.
Ve starověkých blízkovýchodních náboženstvích a v abrahámovských tradicích včetně starověké a středověké křesťanské démonologie, je démon považován za škodlivou duchovní entitu, která může způsobit posedlost. Velké části židovské démonologie, klíčový vliv na křesťanství a islám, pocházely z pozdější formy zoroastrianismu a byly přeneseny do judaismu během perské éry. Systematické zaznamenávání démonů se v křesťanské tradici nazývá démonologie.
V západním okultismu a renesanční magii, která vyrostla ze sloučení řecko-římské magie, židovské Aggady a křesťanské démonologie, se věří, že démon je duchovní entita, kterou lze vyčarovat a ovládat. Předpokládaná existence démonů zůstává důležitým pojmem v mnoha moderních náboženstvích a okultistických tradicích. Démoni jsou stále obávaní z velké části kvůli jejich údajné moci posednout živé tvory.
Původní řecké slovo daimon neneslo negativní konotace. starořečtina slovo δαίμων daimon značí duch nebo boží síla. Řecké pojetí daimóna se objevuje zejména v dílech Platóna , kde popisuje božskou inspiraci Sokrata. V křesťanství byli morálně ambivalentní daimons nahrazeni démony, silami zla pouze usilujícími o zkaženost. Takovými démony nejsou řečtí zprostředkující duchové, ale nepřátelské entity, již známé v íránské víře.

## Původ výrazu
Starořecké slovo daimón (δαίμων) se vyznačovalo v průběhu času širokou škálou významů. U Homéra se jedná o prosté synonymum slova bůh či označení pro božskou moc, u Hésioda jsou daimóni strážní duchové, kteří vzešli z lidí zlatého věku. V pojetí filozofů, jako byl Platón nebo Markus Aurelius, se objevuje pojetí, že se jedná o strážné božstvo jednotlivce, podobné římskému géniovi nebo křesťanskému andělu strážnému. Takový daimón byl prostředníkem mezi člověkem a bohy a podle Platóna bylo skrze něj umožněno veškeré kněžské umění, věštění, zaříkávání a kouzelnictví. Daimóni se ale podle filozofů od bohů lišili svojí nedokonalostí a někteří mohli dokonce člověku škodit. Platónův žák Xenokratés předpokládal existenci daimónů zlovolných a temných, spojených s chtonickými kulty, které je třeba prostřednictvím obřadů odvracet, stoický filosof Chrýsippos ze Soloi se zase domníval, že skrze daimóny bohové trestají špatné a nepoctivé lidi.
Postupem času počali být démoni čím dál častěji chápáni jako zlovolné bytosti a se šířením judaismu a později křesťanství se slovo „démon“ počalo používat i pro označení některých bytostí objevujících se ve Starém zákoně, jako byli padlí andělé, vágně chápaní „zlí duchové“ i bohové jiných náboženství. V Prvním listu Korintským z 1. století nebo v Septuagintě, řeckém překladu Starého zákona, z 3. století, se tak uvádí, že „pohanští“ bohové jsou démony. Zlé démony a dobré anděly ale proti sobě staví například také Chaldejská orákula, esoterický text oblíbený novoplatoniky, z 3. století.

## Náboženství

### Judaismus
Židovská biblická tradice se od křesťanské liší tím, že nezná postavu protivníka Boha. Starozákonní Satan, doslova „odpůrce“, se svojí mocí nemůže Bohu rovnat a vystupuje spíše jako „ďáblův advokát“ či žalobce, než jako nepřítel Boha.
V Tanachu, židovském kánonu Starého zákona se dvakrát objevují שֵׁדִים – šedim. Jsou tak nazýváni falešní bohové, kterým odpadlí Izraelci obětují zvířata a děti.
V kabalistické knize Zohar čteme „že nešamot svévolníků jsou démoni světa“, přičemž nešama je jedna z duchovních složek člověka. V případě, že je člověk svévolný, znečišťuje svou nešamu, takže po smrti takového člověka není dovoleno jeho nešamě vrátit se k svatému Bohu, který tuto nešamu do člověka vdechl (viz Bible, 1. Mojžíšova 2:7), a je odsouzena toulat se po zemi. V židovském náboženském prostředí se pro označení takového toulajícího se ducha, který nemůže najít klid, ujal výraz dybuk (דִּיבּוּק, doslova „příchylnost“ či „náklonnost“). Podle lidových vyprávění a literatury luriánské kabaly tito zlí duchové mohou vniknout do těla živé osoby a způsobit její posedlost.
Poněkud jiné vysvětlení ohledně původu démonů podává kniha Jubileí, původně hebrejsky psaný spis, jehož zlomky byly nalezeny v Kumránu. V řecké verzi tohoto spisu se píše, že otcové těchto démonů jsou „andělé-Strážci“, kteří přestali poslouchat Boha a začali smilnit s lidskými dcerami. S těmito lidskými dcerami zmínění andělé-Strážci „zplodili děti – Nefíly“, kteří se vyznačovali nesvorností a požírali se navzájem. Těla všech Nefílů sice byla nakonec zahubena v potopě, ale z jejich duchů se stali démoni.

### Křesťanství
V křesťanské tradici jsou démoni či ďáblové padlí andělé sloužící Satanovi-Ďáblu kteří obývají peklo a vydávají se na svět škodit lidem a svádět je k hříchu. Také mohou člověka posednout, k jejich vyhnání poté slouží exorcismus. Ač se má jednat o duchovní netělesné bytosti jsou často zobrazováni jako hrozivá stvoření či karikatury cizích božstev. Obývají též idoly uctívané pohany.
Křesťanská víra v démony vychází z odlišného pohledu na Satana než ve starozákonním judaismu. Ten postupně zaujal místo nepřítele Boha a byl ztotožněn s Luciferem, andělem který byl svržen z nebes po své vzpouře proti Bohu. V Novém zákoně je jméno Satan také překládáno řeckým διάβολος diábolos „pomlouvač, žalobce“ , z kterého vychází české Ďábel. V tomto duchu byli démoni zmiňovaní v Novém zákoně ztotožněni s padlými anděly a nazýváni také ďábly.
V Novém zákoně jsou démoni zpravidla nazýváni řeckým slovem δαιμόνιον daimónion, což je deminutivum od slovo daimón. Kromě nich jsou zmiňováni také pneuma ákátharton „nečistí duchové“ a to v souvislosti s posednutím člověka. Motiv posedlosti se objevuje také v souvislosti s démony, v Evangeliích je Ježíš vyhání například z Marie Magdalské a muže z města Kafarnaum. Společně s nimi je zmiňován také Belzebul jako kníže démonů. Na jiných místech Nového zákona jsou jako démoni označována cizí božstva. Mimo tyto dvě kategorie lze zařadit zmínku ze Zjevení Janova:
| „ | Padl, padl veliký Babylón a stal se doupětem démonů, skrýší všech nečistých duchů a každého zlověstného a nenáviděného ptáka; neboť vínem Božího hněvu pro smilství té nevěstky byly opojeny všecky národy, králové světa s ní smilnili a bohatí kupci země bohatli z její rozmařilosti a přepychu. | “ |

Zjevení Janovo 18, 2-3
V řeckých křesťanských překladech Starého zákona jsou jako démoni označováni šedim, tedy cizí bohové. V deuterokanonické knize Tobijáš je také zmiňován démon jménem Asmodaj.
Od středověku bylo uctívání démonů spojováno s čarodějnictvím a černou magií. Víra v démony se také přetvořila v lidové kultuře, což vedlo například k představě čerta, krampuse nebo impa.

### Zarathuštrismus
V zarathuštrismu jsou známi daévové, služebníci Angra Mainjua, protivníka dobrého boha Ahura Mazdy. Toto pojetí mělo velký vliv na představu Ďábla a démonů v judaismu, křesťanství a islámu.

### Hermetismus
Démoni jsou zde entity obývající astrál a reprezentující určité vlastnosti a síly přírody či psychiky člověka. Démona je možné vyvolat (evokace) např. rituální magií a přimět ho k zodpovězení otázky nebo k vykonání nějakého úkolu, který spadá pod jeho schopnost a pravomoc. Démoni nejsou na rozdíl od andělů součástí organizované struktury vytvářející a udržující vesmír, a proto je možné je pověřit i úkoly, které jsou v rozporu s vesmírným božským plánem (dle tradiční západní magie). S démonem se může rovněž uzavřít tzv. pakt. Mág či čaroděj s démonem uzavře dohodu, podle níž mágovi po určitý čas bude sloužit a poskytovat mu v životě rozličné výhody. Oplátkou však démonovi, po uplynutí stanovené lhůty, odevzdá svou duši. Známým příkladem je např. Faust.
Různé magické školy a systémy používají své hierarchie a skupiny démonů. Jiné démony zná tradiční západní magická tradice, která své démony čerpá především z křesťanství, kabaly, sumerských, asyrských, babylónských a egyptských náboženství a magií a jiné démony používá voodoo, magie čínská, tibetská, různé šamanské cesty atd.
Démoni jsou v současném hermetismu chápáni buď jako samostatné bytosti, které skutečně existují, jako určité formy duchů (démonologický magický koncept) nebo bývají mnohými okultisty chápáni jako zástupci kolektivního nevědomí, archetypy a podvědomé komplexy, zosobnění temné a pudové části osobnosti (psychologický magický koncept vycházející především z poznatků Sigmunda Freuda a Carla Gustava Junga), či jako zosobněné energie. Zastánci skeptické Chaos magie se přiklánějí spíše k informačnímu magickému modelu, který považuje démony za subjekty na stejné bázi jako programy a magie je pak práce s daty.

### Buddhismus
V buddhismu jsou démoni služebníky Máry, boha smrti, zmaru a zla, který ovládá koloběh utrpení - samsáru. Mezi démony patří i hladoví duchové, nešťastné bytosti, které žijí v pustinách a jsou stále trápeny hladem. Mezi hladovými duchy se podle buddhistické eschatologie znovuzrodí tvorové, kteří sice nebyli tak zlí, aby si zasloužili peklo, ale byli příliš hříšní na to, než aby se mohli narodit jako zvířata.

### Hinduismus
Hinduismus zná mnoho rozdílných druhů démonů. Někteří z démonů jsou vyložené zlí, jiní nikoli. Zatímco Asurové jsou především protivníci bohů, s nimiž zápasí o vládu nad světem, Rákšásové škodí spíše lidem, které mohou i požírat. Asurové i Rákšásové jsou popisováni jako obři, mající často více hlav, rukou nebo zvířecí znaky (rohy, hadí ocas, drápy, tesáky aj.). Další druhy démonů se zdržují především na pohřebištích a jiných děsivých místech. Patří k nim Bhútové, což jsou přízraky sebevrahů, zločinců a vůbec lidí, zabitých násilným způsobem, dále skřeti Pišáčové, kteří ožírají včas nespálené mrtvoly a Vétálové, schopní posednout živého člověka nebo mrtvé tělo. Vétálové nejsou zcela zlí. Podle staroindických příběhů je člověk může "ochočit" a získat si tak výkonného nemrtvého služebníka. Takto je Vétála zobrazen například v sanskrtském díle Pětadvacet démonových povídek.

## Jména známých démonů

### V západní tradici
Abbadon, Ariel, Astaroth, Ašmodaj, Azazel, Bael, Belfegor, Belial, Belzebub, Choronzon, Legion, Lilith, Lucifer, Lucifug, Patricius (Feliciophel), Mefistofeles (Mephistophiel), Satan, Moloch, Sorat, Taftartarat, Zazel, Samael

### V indické tradici
Kabandha, Kansa, Kétu, Mahiša, Mára, Maríča, Pútana, Ráhu, Rávana, Šúrpanaka, Taráka, Vrtra.
Odkazy na literaturu:
- Theurgie magické evokace, Jan Kefer, nakl. Trigon 1991
- Lexikon magie, Milan Nakonečný, nakl. Ivo Železný
- Magie, Josef Veselý, nakl. Vodnář, 2001
- Magie pro pokročilé, Josef Veselý, nakl. Vodnář 2004
- Zóny stínu, Jozef Karika, nakl. Vodnář, 2005
- Labyrintem míst klatých, Martin Stejskal, Eminent, 2011
- Tajemství Andělů a démonů, Dan Burstein, Alman 2005

## V literatuře
V hororech se téměř výlučně vyskytují démoni zlí. Na druhou stranu, v hororech bývají zlí všichni včetně andělů (např. ve filmu Constantin). Může se jednat o démony nehmotné, kteří posednou člověka a nutí ho konat zlo, nebo o bytosti různých, často proměnných, tvarů. Mohou mít řadu společných rysů s upíry, především jejich silnější variantou.
Ve fantasy jsou démoni obvykle rasou stejně dobrou jako lidé, existují tedy jedinci dobří i zlí, nejčastěji ale něco mezi. Jsou to silné magické bytosti a často bydlí nebo pocházejí z jiného světa – může jím být peklo nebo tak může alespoň vypadat. Mohou mít tělo (vlastní nebo „vypůjčené“), ale jeho zničení (bez ohledu na způsob) pro ně neznamená smrt – může je to dočasně vyřadit nebo poslat zpátky odkud přišli. Jejich tělo může stárnout, sami jsou ovšem proti stáří imunní.
Typickými tvary těla démonů jsou křídla (netopýřího typu), ocas, rohy a různé ostny, při boji někdy doplněné chapadly, ale vzhledem k tomu, že většina démonů může libovolně měnit svojí podobu, jedná se spíše o módu. Démoni bývají mistři magie (především temné a destruktivní – a to se týká i těch dobrých) a jsou označováni jako tvorové chaosu. I ve fantasy mohou být upíři druh démonů, typickým příkladem je svět A. Sapkowského. V něm se vyskytují tvorové chaosu, kteří v našem světě uvízli po katastrofě zvané Konjunkce sfér (a nemohou se vrátit).
Častým konceptem je, že démoni – všichni nebo některé druhy – se živí emocemi ostatních (tedy hlavně smrtelníků). Nejčastějším příkladem jsou sukuby a inkubové, živící se vášní sexuálního styku. Jak ovšem někteří autoři poznamenávají, o takových sukubách se učencům zvlášť dobře píše, zatímco jiné druhy démonů (nebo i jiné druhy sukub podle některých zdrojů) živící se radostí, kterou si obstarávají třeba tak, že v masce klauna navštěvují dětská oddělení nemocnic, málokoho zaujmou.

### Příklady použití představ o démonech
- Michail Jurjevič Lermontov: báseň Démon – zlý démon se zamiluje do smrtelnice Tamary
- Terry Pratchett: Dobrá znamení (Good Omens) – démoni jsou zde protivníci andělů, ale vlastně se moc neliší
- Andrzej Sapkowski: Sága o Zaklínači
- JRR Tolkien: Silmarillion – Maiar sloužící Melkorovi jsou v podstatě démoni[zdroj⁠?!] (například Balrogové)
- Roger Zelazny: Amber – obyvatelé chaosu
- Roger Zelazny: Přines mi hlavu čarovného prince (Bring Me the Head of Prince Charming) – démoni jsou zde opakem andělů
- Raymond Elias Feist: Hadí sága – Zde démoni hrají hlavní roli ve všech intrikách, a tak jsou vlastně vystavováni jako velice inteligentní tvorové, pokud mají dostatek potravy.
- Oren Peli: Paranormal Activity – Zde démon už jako malé dítě od 8 let straší v noci malé děvče.